# Mohamed Bouhafsi
Pour les articles homonymes, voir Bouhafsi.
Mohamed Bouhafsi, né le 17 mai 1992 à Oran (Algérie), est un journaliste, animateur de radio et de télévision, producteur de télévision et réalisateur de documentaires algéro-français.
Il commence sa carrière en 2011 à RMC, où il se fait connaître comme l'un des journalistes sportifs « les plus fiables » en matière de transferts dans le football.
En juillet 2021, après dix années passées à RMC BFM, il rejoint France Télévisions. Il devient chroniqueur dans le talk-show quotidien C à vous sur France 5, puis animateur de l’émission chaque vendredi et samedi à partir de la rentrée 2025. Son parcours le conduit ensuite à coprésenter 20 h 22 sur France 2, dans le cadre de l'élection présidentielle de 2022, ainsi que plusieurs soirées événementielles, parmi lesquelles La Grande Soirée du 31 de Paris en 2023 et 2024 ou encore la Fête de la musique en 2025. Il a aussi coréalisé trois documentaires pour la télévision publique.
Il poursuit également son activité radiophonique sur RTL, où il a présenté l'émission dominicale Focus dimanche de 2022 à 2025. 
En plus de ses activités audiovisuelles, depuis octobre 2024, il est directeur général de 3e œil productions en charge des programmes de flux (entertainement et lifestyle).

## Biographie

### Famille, jeunesse et formation
Mohammed Idriss Bouhafsi naît le 17 mai 1992 à Oran, en Algérie. Il grandit à Saint-Denis en région parisienne dans le quartier Le Franc-Moisin au sein d’une famille recomposée d’immigrés en situation irrégulière. Son père est violent, il bat régulièrement Mohamed et sa mère, jusqu'à ce qu'il disparaisse en 2001 sans laisser de traces, après avoir essayé d'enlever son fils pour l'emmener en Algérie.
Il se passionne pour le football à partir des épopées de l'équipe de France de la génération Zinédine Zidane en 1998 et 2000. Il deviendra aussi supporter de l’Olympique de Marseille.
En 2010, il obtient un baccalauréat économique et social au lycée Saint-Thomas-d'Aquin dans le 7e arrondissement de Paris. Intéressé par le métier de journaliste, il s'inscrit à l'Institut européen de journalisme (IEJ) dans le 16e arrondissement de Paris.
Il est naturalisé français le 4 décembre 2013.

### Carrière audiovisuelle

#### RMC, BFM TV et RMC Sport (2011-2021)

##### Débuts et ascension rapide
Mohamed Bouhafsi effectue des stages à France Inter et Canal+ qui le familiarisent avec les médias. Mais c'est à RMC que se joue une étape décisive de son parcours : dès l'adolescence, il intervient régulièrement dans l'émission After Foot, où ses prises de parole remarquées lui permettent de décrocher un stage d'été à la radio en 2011,.
En 2012, il est officiellement recruté en CDI et travaille au sein de la rédaction football de l'agence RMC Sport. Il se spécialise dans le marché des transferts et réalise de nombreuses interviews de personnalités du football. 
En parallèle, il couvre les plus grands événements de football pour RMC et BFM TV : Coupe du monde des moins de 20 ans 2013 en Turquie, Coupe du monde 2014 au Brésil, Euro 2016 en France, Coupe du monde 2018 en Russie, Euro 2020.

##### Consécration et tête d'affiche
Durant l'été 2016, à seulement 24 ans, Mohamed Bouhafsi est nommé rédacteur en chef football du groupe NextRadioTV, maison mère de RMC et BFM TV, par François Pesenti, directeur général de RMC Sport.
À la rentrée 2017, il devient le présentateur de Breaking Foot du lundi au vendredi de 19 h 30 à 20 h 30 sur SFR Sport, réalisée par NextRadioTV qui, comme SFR, appartient à Altice France. L’émission propose un décryptage de l’actualité du football, mêlant interviews, informations exclusives et débats.
Polyglotte maîtrisant l'anglais, l'espagnol et l'italien, il occupe, à partir de la rentrée 2018, le poste de journaliste au bord de terrain pour les grandes affiches de Ligue des champions diffusées sur le bouquet RMC Sport (nouveau nom de SFR Sport).
À la rentrée 2019, Breaking Foot est transférée à la radio sur RMC du lundi au jeudi de 20 h à 21 h. La même année, il lance Comme jamais en première partie de soirée sur RMC Sport, une émission d’entretiens longs et intimistes avec des figures du football comme André Villas-Boas, Marco Verratti, Mathieu Valbuena et Blaise Matuidi.
En 2020, Mohamed Bouhafsi succède à Christophe Dugarry et prend les commandes de Top of the Foot, une émission diffusée du lundi au jeudi, de 18 h à 21 h, faisant de lui l'un des nouveaux poids lourds de RMC. Il est accompagné de Jean-Louis Tourre et d'une équipe tournante de consultants : Rolland Courbis, Jean-Michel Larqué, Éric Di Meco, Jérôme Rothen, Emmanuel Petit, Mathieu Valbuena et Adil Rami. Une deuxième saison de Comme jamais est diffusée à la même période, avec des entretiens de Thiago Motta et Jean-Michel Aulas.
Le 10 juin 2021, Mohamed Bouhafsi réalise sa première interview du président de la République Emmanuel Macron, diffusée sur RMC et BFM TV.

#### France Télévisions (depuis 2021)

##### C à voussur France 5 et émissions politiques sur France 2
À la rentrée 2021, Mohamed Bouhafsi rejoint l'émission C à vous présentée par Anne-Élisabeth Lemoine et diffusée tous les soirs de la semaine à 19 h sur France 5. Il y présente deux rubriques : La story et le Pas Vu Pas Pris (dit PVPP).
En prévision de l'élection présidentielle française de 2022, il coprésente entre le 30 septembre 2021 et le 15 février 2022, huit numéros de l'émission politique 20 h 22 avec Anne-Sophie Lapix et Nathalie Saint-Cricq, dans la foulée du journal de 20 heures de France 2,.
Il a réalisé plusieurs entretiens avec le président Emmanuel Macron pour C à vous, à l'occasion de visites d'État : en juin 2022 à Kiev en Ukraine, en décembre 2022 à La Nouvelle-Orléans aux États-Unis, puis en avril 2025 en Égypte.
Dans le contexte des élections législatives anticipée de 2024, il reçoit de nombreux messages racistes sur Instagram. En réponse, il déclare le 26 juin dans C à vous : « J'aimerais bien qu'on arrête de m'essentialiser en fonction de mon prénom, de mon nom ou de ma prétendue origine. Je suis un Français, journaliste, citoyen. C'est tout et rien d’autre ! ».

##### Réalisation de documentaires
Avant la Coupe du monde de football 2022, Mohamed Bouhafsi coréalise, avec Dimitri Queffelec, le documentaire Les Bleus et l'Élysée, retransmis le 20 novembre 2022 en première partie de soirée sur France 5. Le film explore les relations entre le pouvoir politique et l’équipe de France de football, en donnant la parole notamment à Emmanuel Macron, François Hollande et Michel Platini .
En 2024, toujours avec Dimitri Queffelec, il signe un nouveau documentaire intitulé Des cris dans le stade consacré au racisme dans le football. Diffusé le 11 juin en première partie de soirée sur France 5, il mêle témoignages de joueurs, dirigeants et observateurs du monde sportif.
Le 18 février 2025, France 2 diffuse son troisième documentaire, La banlieue, c'est le paradis, réalisé en collaboration avec Nathalie Conscience. Ce film retrace l’histoire et la réalité des banlieues françaises à travers de nombreux témoignages, dont ceux d'Emmanuel Macron, François Hollande et Nicolas Sarkozy.

##### Diversification
Les 31 décembre 2023 et 2024, il fait partie des animateurs et animatrices de France Télévisions qui coprésentent La Grande Soirée du 31 de Paris sur France 2.
Le 8 mai 2024, il coanime Marseille accueille la flamme olympique, la grande soirée, à l'occasion de l'arrivée de la flamme olympique dans la cité phocéenne, avec Laury Thilleman et Laurent Luyat sur France 2.
Le 14 juillet 2024, il coanime Le Concert de Paris avec Stéphane Bern sur France 2, dans le cadre de la fête nationale et de l'arrivée de la flamme olympique à Paris. Le lendemain, il est à l’antenne pour Paris accueille la flamme olympique, la grande soirée avec Laury Thilleman et Laurent Luyat sur France 2.
Le 26 juillet 2024, avec Lætitia Casta et Pharrell Williams, il clôture le relais de la flamme olympique dans la ville de Saint-Denis. À cette occasion, il présente Saint-Denis le relais de la flamme, le sprint final de 16 h à 17 h sur France 2.
Le 14 septembre 2024, il participe à Paris 2024 : Merci !, la soirée de clôture des Jeux, diffusée en direct de l'arc de Triomphe de Paris, aux côtés de Léa Salamé et Nagui sur France 2.
Le 21 juin 2025, il coanime la Fête de la musique en direct du jardin des Tuileries, aux côtés de Daphné Bürki, retransmise en première partie de soirée sur France 2.

#### RTL (2022-2025)
En juillet 2022, la radio RTL annonce son arrivée à l'antenne, pour présenter une émission d'actualité Focus Dimanche, chaque dimanche de 13 h à 14 h, dans laquelle il reçoit des personnalités.

### Producteur de télévision
En octobre 2024, Il est nommé directeur général de 3e œil productions en charge des programmes de flux (entertainement et lifestyle).

## Engagements
Engagé dans des causes sociales, il agit depuis 2020 contre la maltraitance des enfants au sein de l'association L'Enfant bleu et de la Convention nationale des associations de protection de l'enfant (CNAPE). À l'occasion de la journée internationale des droits de l'enfant, il organise chaque année le tournoi des « Défenseurs de l'Enfance », qui rassemble des centaines d'enfants victimes de violences sexuelles, physiques et psychologiques avec la CNAPE. Le tournoi se tient au Stade de France en 2021, au Parc des Princes en 2022, au Stade Vélodrome en 2023 et à l'Allianz Riviera en 2024.

## Critiques

### Connivence avec les acteurs du football
Sa proximité avec les joueurs de football et les agents lui attire des critiques dans le milieu, certains confrères dénonçant un manque de distance professionnelle. Dans Libération, un journaliste parle de « bouhafsisme » comme d’un « suce-boulisme assumé ». Bouhafsi revendique ces liens : « Le football, c'est un peu comme la politique. Tout le monde sait que les journalistes politiques sont amis avec les politiciens, pourquoi cela devrait être tabou dans le foot ? Je n'ai aucun souci à dire que j’ai des amis dans le foot ».

### Interview d’Emmanuel Macron en Ukraine
En juin 2022, l’interview du président Emmanuel Macron réalisée par Mohamed Bouhafsi dans un train de retour de Kiev pour l'émission C à vous a suscité de vives réactions. Dans un communiqué, le Syndicat national des journalistes (SNJ) de France Télévisions a dénoncé une « humiliation médiatique », pointant le fait qu’aucun journaliste de la rédaction nationale n’avait été autorisé à couvrir le déplacement présidentiel. Le syndicat rappelle par ailleurs que C à vous, bien que diffusée sur France 5, est une production externe « non qualifiable comme une émission d’information ». Une motion de défiance est alors déposée contre Laurent Guimier, directeur de l’information, dans la foulée.

### Proximité supposée avec Emmanuel Macron
Selon une enquête de Marianne publiée en avril 2025, certains membres de C à vous jugent « excessive » sa proximité avec le chef de l’État. Cette relation brouillerait la frontière entre information et communication, et nuirait à la crédibilité du programme. Une ancienne journaliste de l'émission rapporte : « Sa déférence envers le pouvoir et ses quasi-publireportages pour l’Élysée sont devenus une blague récurrente en conférence de rédaction ».

## Décoration
- Chevalier de l'ordre national du Mérite (2024)

## Ouvrage
- Mohamed Bouhafsi et Géraldine Maillet, Rêver sous les coups, éditions Larousse, 2021.